# 金華橋通り

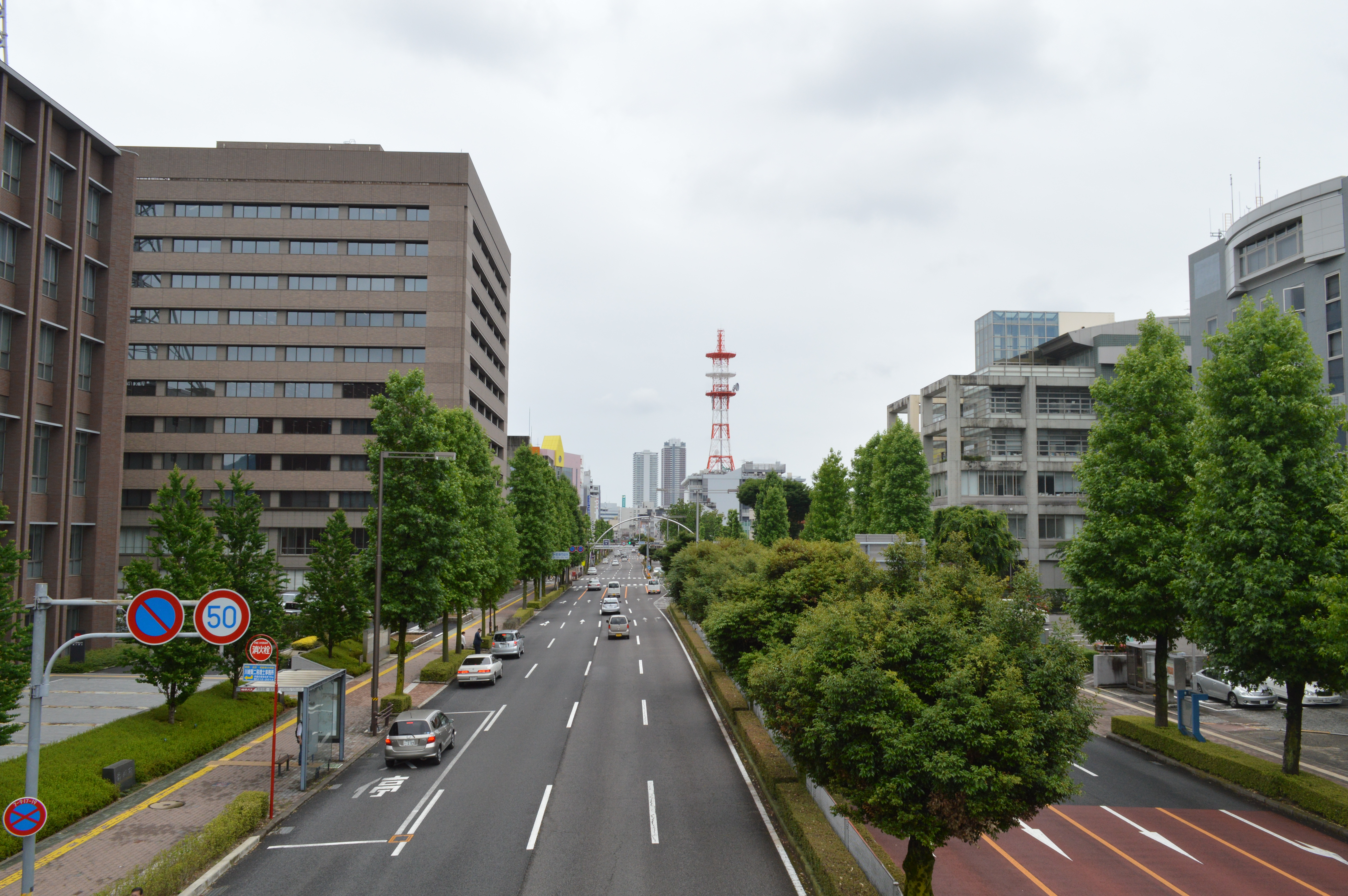
岐阜市民会館付近

金華橋通り（きんかばしどおり、きんかばしとおり）とは、岐阜県岐阜市のJR岐阜駅を起点とし金華橋を経由して上土居（岐阜北警察署前、岐阜環状線）に至る道路の総称である。岐阜市中心部を南北に横断する「長良橋通り」「忠節橋通り」と並ぶ三大通りのひとつである。

## 概要
岐阜駅北交差点から金町5交差点（岐阜東西通り交点）までは岐阜県道54号岐阜停車場線、金町5交差点から裁判所前交差点（美江寺町）までは岐阜県道151号岐阜羽島線、裁判所前交差点以北は岐阜市道である。
岐阜市中心部では電線類の地中化が進められ、街の景観は広々として落ち着いた雰囲気である。また、通り沿いには岐阜地方裁判所、岐阜中警察署、岐阜中消防署、岐阜市役所などが建ち並ぶ、岐阜の官庁街通りでもある。

## 沿革
1988年（昭和63年）に岐阜市でぎふ中部未来博が開催された。その前年、岐阜市は遠方から訪れる人に優しい街づくりを進める過程でそれまで通称しかなかった通りに、誰にでも判りやすい名称を付けることにし、募集の結果、現在の名称に決定した（同じように「長良橋通り」「忠節橋通り」も命名されている）。
しかし、現在でも路線中の岐阜市中心部であるJR岐阜駅から岐阜市民会館（美江寺町）までの部分はそれまで呼ばれていた「平和通り（へいわどおり）」と呼ばれる場合が多く、地図の表記も併記である。地元では「金町通り（こがねまちどおり）」と呼ばれる場合もある。ちなみにその区間は戦前軍用道路だったため「凱旋道路（がいせんどうろ）」と呼ばれていたが終戦後平和通りに変更された。
朝夕における渋滞緩和策として、中央線の位置を時間帯によりずらす「リバーシブルレーン」規制が1971年に全国で初めて導入され、2013年4月1日（2011年10月から運用休止）まで実施されていた。

## 沿線の主な建物

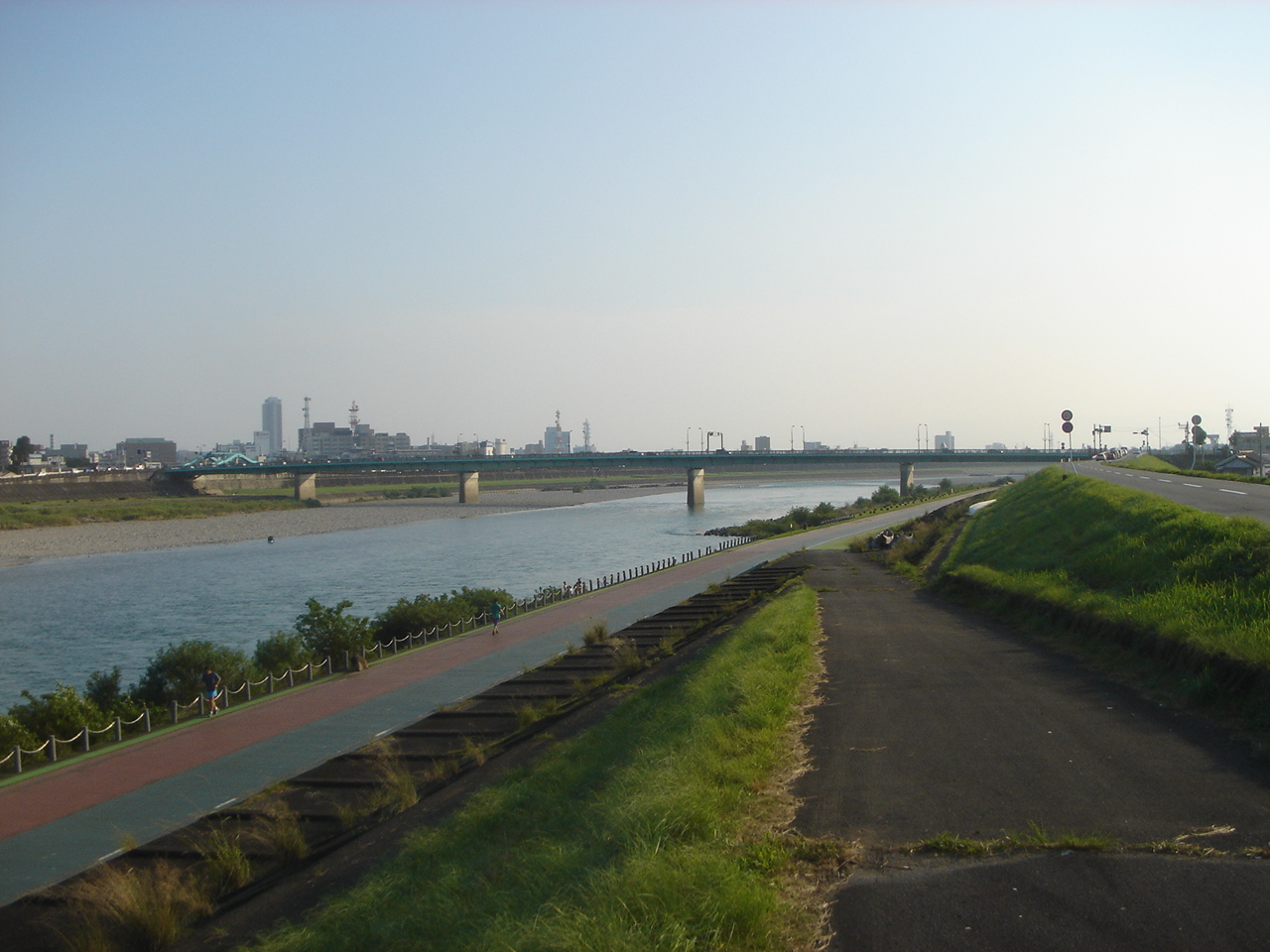
名前の由来となった金華橋

### 公共
- 岐阜市文化センター
- 金公園
- 岐阜市中央青少年会館・明徳公民館（旧岐阜市立明徳小学校）
- 岐阜中警察署
- 岐阜市消防本部・岐阜中消防署
- 岐阜地方裁判所
- 岐阜市民会館
- 岐阜市役所
- みんなの森 ぎふメディアコスモス
- ぎふ清流文化プラザ
  - 岐阜運転者講習センター
- 岐阜メモリアルセンター
- 岐阜北警察署

### 神社仏閣
- 金神社
- 美江寺（美江寺観音）

## 別名
- 平和通り
- 金町通り

## 関係項目
- 日本の通り一覧